# Антонія (ім'я)
Антонія (англ. Antonia, пол. Antonia) — жіноче ім'я, рідше прізвище.
Відомі носії:
- Антонія Гордіана — дочка імператора Гордіана I
- Клавдія Антонія — давньоримська матрона та аристократка
- Антонія Молодша — дочка Марка Антонія
- Антонія Тріфена — цариця Полемонового Понту та Колхіди
- Антонія Португальська — португальська інфанта
- Єлена Антонія — бородата жінка і придворний блазень Марії Іспанської
- Антонія Кідман — австралійська журналістка і телеведуча
- Антонія Джонсон — шведська підприємиця
- Антонія Новелло — пуерто-риканська лікарка, генеральна хірургиня США
- Антонія Преббл — новозеландська акторка
- Антонія Томас — британська акторка
- Антонія Якобеску — румунська співачка і модель